# MSpy
mSpy est une marque de logiciel de surveillance et contrôle parental pour ordinateurs et appareils mobiles qui fonctionne sous Apple iOS, Android, Microsoft Windows, et macOS. mSpy surveille et enregistre les activités de l’utilisateur sur l'appareil client. Ce logiciel est commercialisé auprès des parents qui souhaitent surveiller l'utilisation des smartphones, tablettes et ordinateurs de leurs enfants,. Les parents peuvent suivre un grand nombre d'activités ayant lieu sur les appareils de leurs enfants. Ils peuvent notamment connaître leur position géographique et accéder à différentes données comme l'historique du navigateur, ou les vidéos, images, courriels et SMS échangés.

## Histoire
Lancé en 2010, mSpy était à l'origine un outil de surveillance mobile développé par une société technologique basée à Londres.
En 2012, l'application permettait de surveiller non seulement les smartphones, mais également les ordinateurs fonctionnant sous les systèmes d'exploitation Windows et Mac.
En 2013, mSpy fut récompensé par TopTenReviews comme étant le meilleur logiciel de surveillance pour téléphones portables.
Jusqu'en 2014, mSpy a enregistré une croissance de presque 400 % avec plus d'un million d'utilisateurs.
En 2015, des améliorations apportées à mSpy ont permis d'assurer une plus grande autonomie des appareils cibles. L'application mSpy compte désormais environ 1,5 million de clients répartis dans 207 pays. Les marchés où mSpy est le mieux implanté sont les États-Unis, l'Allemagne, la France, le Brésil et le Royaume-Uni.
En 2016, mLite, une version plus légère de mSpy, est lancée sur le marché et est disponible sur Google Play.

## Fonctionnalités
mSpy fonctionne sur les plates-formes suivantes : Android, iPhone. Désormais, mSpy est spécialisée pour les smartphones. Le logiciel ne permet donc plus de surveiller un ordinateur (Windows ou Mac).
mSpy permet:
- un accès (en lecture) au carnet d'adresses, aux favoris du navigateur, à l'historique du navigateur, au calendrier, à l'historique des appels, aux e-mails (y compris l'application Gmail), à Facebook messenger, à la navigation privée sous Firefox, à Google Hangouts, à la navigation privée sous Google Chrome, à Instagram, LINE, aux MMS, aux photos, à Skype, aux SMS, à Telegram, Tinder, Viber, aux vidéos, à WeChat, WhatsApp, KIK, Hangouts ;
- un contrôle à distance de l’appareil : restriction des appels et SMS, effacement et blocage des données, restriction/blocage de sites web, blocage d’applications (comme par exemple Pokemon GO) ;
- un accès aux e-mails, aux applications installées, aux frappes du clavier;
- le géofencing par GPS et le suivi GPS;
- la notification de désinstallation et l'alerte de suivi par mot clé.

## Récompenses récentes
- Sceau d'approbation Winner décerné par PTPA (2015, États-Unis)[6]
- Sceau de certification Kidsafe (en) (2016, États-Unis)[7]

## Voir également
- Logiciel espion